# Jaume Torremadé i Español
Jaume Torramadé i Español (Maldà, Urgell, 11 de setembre de 1889 - 20 de juliol de 1940) fou un mestre català, executat víctima de la repressió durant la dictadura franquista.
Format a Os de Balaguer i Pino de Bureba (Oña) a Burgos, on va conèixer la seva esposa. Es va establir al nucli d'Estanyol (Bescanó) com a mestre. Va ser regidor de l'ajuntament de Bescanó durant la Segona República i membre del Comitè Antifeixista durant la Guerra Civil.
En finalitzar la guerra va ser denunciat per un veí pagès, un veí d'Estanyol, el 15 de juny de 1939, d'haver assassinat tres persones, una d'elles "segons deien els rumors". Els va denunciar a la Guàrdia Civil de Vilobí d'Onyar. Comparant la signatura del denunciat amb la de l'alcalde de Bescanó sobre la denúncia, es comprova que era la mateixa persona.
A aquest testimoniatge es van unir altres tres, inclòs el del recentment nomenat cap local de Falange. Torramadé va negar els fets, indicant que en la seva participació en el Comitè local durant la guerra s'havia caracteritzat per evitar qualsevol tipus de venjança, ajudant al trasllat a una altra població d'algun veí amenaçat, que no havia assassinat ningú ni participat en actes similars, que havia requisat avellanes per, amb els diners obtinguts, instal·lar la llum elèctrica al poble i construir un pont, entre altres coses. Va reconèixer haver participat en l'interrogatori d'un home, un presumpte lladre, que van deixar anar, i posteriorment va aparèixer mort. També va declarar haver garantit a un mossèn seguretat per sortir d'Estanyol i haver-ne portat un altre a un hospital de Girona perquè estava ferit.
Sense cap més prova que les declaracions acusatòries, va ser jutjat en consell de guerra sumaríssim, condemnat a mort juntament amb un altre veí de la localitat, Joan Vila i Ros, de 63 anys, denunciats el mateix dia per la mateixa persona i executats tots dos, no per assassinat, sinó per "adhesió a la rebel·lió" el 31 maig de 1940. El certificat de defunció assenyala com a causa de la mort, "col·lapse cardíac".
L'ajuntament de Bescanó va rehabilitar la seva figura a l'estiu de 2010.